# Inclusion Europe
Inclusion Europe es la asociación europea de personas con discapacidad intelectual y sus familias. Nació en el año 1988 y desde entonces lucha por la igualdad de derechos y la plena inclusión de personas con discapacidad intelectual y sus familias en todos los aspectos de su vida. Se calcula que Inclusion Europe representa a más de 7 millones de personas con discapacidad intelectual y sus familiares. La asociación trabaja en muchas áreas diferentes, de interés estratégico para las organizaciones europeas, como facilitar el intercambio de conocimiento, apoyar a sus organizaciones miembro o realizar una labor de incidencia en las políticas europeas.
También gestiona y coordina proyectos de ámbito continental trabajando en red con sus organizaciones miembro. Se trata a su vez de una organización paraguas, formada por organizaciones representantes de personas con discapacidad intelectual y sus familias a nivel nacional, regional y local. En 2020, cuenta con 78 miembros in 39 países europeos. Plena inclusión y Som Fundació Catalana Tutelar son organizaciones miembro en España, por ejemplo. Otras organizaciones miembro son por ejemplo Ceva de Spus de Rumanía, UNAPEI y Nous Aussi en Francia, FENACERCI de Portugal, Anffas en Italia o Inclusion Ireland, entre otras muchas.
A su vez, Inclusion Europe forma parte de Inclusion International, que es la organización mundial de personas con discapacidad intelectual y sus familias, y del European Disability Forum, la organización paraguas a nivel europeo de todas las personas con discapacidad (física, intelectual, sensorial...).
Una parte de Inclusion Europe es la Plataforma Europea de Autorrepresentantes (EPSA por sus siglas en inglés). La plataforma nació en el año 2000. Actualmente, en ella 18 miembros representan a 16 países. Al menos un tercio de la junta directiva de Inclusion Europe está constituida por personas con discapacidad intelectual o del desarrollo, mientras que otro tercio son familiares de personas con discapacidad.
Inclusion Europe es también la organización que promovió la creación de las pautas europeas de lectura fácil, disponibles en unos 15 idiomas, una metodología de creación y adaptación de documentos que resultan más fáciles de entender para las personas con dificultades de comprensión.